# Eloim em Foz do Iguaçu
Eloim em Foz do Iguaçu é um álbum ao vivo do cantor francês Chris Durán, lançado em dezembro de 2018 com distribuição da gravadora MK Music e produção de Hananiel Eduardo.

## Antecedentes
Em 2016, Chris Durán assinou com a gravadora evangélica MK Music e lançou o álbum Eloim.

## Gravação
Gravado nas Parque Nacional do Iguaçu com repertório predominante do álbum Eloim (2016) no final de 2017, Eloim em Foz do Iguaçu ainda incluiu canções de outros álbuns de Chris Durán, como "Um Amor para Recordar (Only Hope)" e "Sonhos", além da participação da cantora Bruna Karla em "O Único que eu Quero". Algumas canções fazem parte de seus álbuns antigos, como Renúncia e Reverência.
Sobre a gravação, o cantor disse que "O sonho foi realizado. Defino como excelência meu esforço de fazer o melhor nesse projeto, que já era esperado há muitos anos". A apresentação contou com um público reduzido, e com a participação da cantora Bruna Karla em "O Único que Quero". As imagens e a direção de vídeo foram da BME Multimídia, empresa que também ficou responsável pelos clipes do álbum Eloim.

## Lançamento e recepção
| Críticas profissionais | Críticas profissionais |
| Avaliações da crítica  | Avaliações da crítica  |
| Fonte                  | Avaliação              |
| ---------------------- | ---------------------- |
| Super Gospel           | [ 3 ]                  |

Eloim em Foz do Iguaçu foi lançado pela gravadora MK Music em dezembro de 2018 e recebeu uma crítica favorável. Tiago Abreu, para o Super Gospel, afirmou que o disco "é um fluxo agradável e comprometido com a forma pela qual Chris tem sido como cantor".
Em maio de 2019, a versão em vídeo do álbum foi lançada de forma completa no canal da MK Music no YouTube.

## Faixas
1. "Eloim"
2. "Sonhos"
3. "Cantamos Aleluia"
4. "Renúncia"
5. "Meu Amor"
6. "O Único que Quero"
7. "Por Amor"
8. "Jesus me Ama (Jesus Loves Me)"
9. "Não Te Negarei"
10. "Minha Noiva"
11. "Um Amor para Recordar (Only Hope)"
12. "Te Amei"